# Stanisław Michał Bąkowski
Stanisław Michał Bąkowski herbu Ryś – podkomorzy chełmiński w latach 1678-1702.
Poseł sejmiku kowalewskiego na sejm 1678/1679 roku, sejm 1681 roku, sejm 1683 roku, sejm 1685 roku, sejm nadzwyczajny 1688/1689, sejm 1690 roku. Po zerwanym sejmie konwokacyjnym 1696 roku przystąpił 28 września 1696 roku do konfederacji generalnej. Jako poseł na sejm elekcyjny 1697 roku z województwa chełmińskiego podpisał pacta conventa Augusta II Mocnego.